# NBA All-Star Game 1976
L'NBA All-Star Game 1976, svoltosi a Filadelfia, vide la vittoria finale della Eastern Conference sulla Western Conference per 123 a 109.
Dave Bing, dei Washington Bullets, fu nominato MVP della partita.

## Squadre

### Western Conference
| Western Conference  |                       |     |     |     |     |     |     |     |     |
| Giocatore           | Squadra               | MIN | FGM | FGA | FTM | FTA | RIM | AST | PT  |
| Rick Barry          | Golden State Warriors | 28  | 6   | 15  | 5   | 5   | 4   | 2   | 17  |
| Bob Dandridge       | Milwaukee Bucks       | 27  | 5   | 10  | 0   | 0   | 6   | 0   | 10  |
| Kareem Abdul-Jabbar | Los Angeles Lakers    | 36  | 9   | 16  | 4   | 4   | 15  | 3   | 22  |
| Nate Archibald      | Kansas City Kings     | 30  | 5   | 13  | 3   | 3   | 5   | 7   | 13  |
| Brian Winters       | Milwaukee Bucks       | 16  | 1   | 5   | 0   | 0   | 2   | 1   | 2   |
| Alvan Adams         | Phoenix Suns          | 11  | 2   | 4   | 0   | 0   | 3   | 0   | 4   |
| Jamaal Wilkes       | Golden State Warriors | 14  | 3   | 9   | 2   | 2   | 4   | 2   | 8   |
| Curtis Rowe         | Detroit Pistons       | 8   | 0   | 2   | 1   | 2   | 2   | 0   | 1   |
| Scott Wedman        | Kansas City Kings     | 20  | 4   | 5   | 0   | 0   | 6   | 2   | 8   |
| Norm Van Lier       | Chicago Bulls         | 14  | 1   | 4   | 1   | 2   | 1   | 0   | 3   |
| Fred Brown          | Seattle SuperSonics   | 24  | 7   | 13  | 0   | 0   | 0   | 1   | 14  |
| Phil Smith          | Golden State Warriors | 12  | 3   | 7   | 1   | 4   | 1   | 0   | 7   |
| Totale              |                       | 240 | 46  | 103 | 17  | 22  | 49  | 18  | 109 |
| All. Al Attles      | Golden State Warriors |     |     |     |     |     |     |     |     |

MIN: minuti. FGM: tiri dal campo riusciti. FGA: tiri dal campo tentati. FTM: tiri liberi riusciti. FTA: tiri liberi tentati. RIM: rimbalzi. AST: assist. PT: punti

### Eastern Conference
| Eastern Conference |                    |     |     |     |     |     |     |     |     |
| Giocatore          | Squadra            | MIN | FGM | FGA | FTM | FTA | RIM | AST | PT  |
| John Havlicek      | Boston Celtics     | 21  | 3   | 10  | 3   | 3   | 2   | 2   | 9   |
| Elvin Hayes        | Washington Bullets | 31  | 6   | 14  | 0   | 2   | 10  | 1   | 12  |
| Bob McAdoo         | Buffalo Braves     | 29  | 10  | 14  | 2   | 4   | 7   | 1   | 22  |
| Walt Frazier       | New York Knicks    | 19  | 2   | 7   | 4   | 4   | 2   | 3   | 8   |
| Dave Bing          | Washington Bullets | 26  | 7   | 11  | 2   | 2   | 3   | 4   | 16  |
| Dave Cowens        | Boston Celtics     | 23  | 6   | 13  | 4   | 5   | 16  | 1   | 16  |
| George McGinnis    | Philadelphia 76ers | 19  | 4   | 9   | 2   | 4   | 7   | 2   | 10  |
| Rudy Tomjanovich   | Houston Rockets    | 12  | 1   | 2   | 0   | 0   | 3   | 0   | 2   |
| John Drew          | Atlanta Hawks      | 9   | 1   | 3   | 0   | 0   | 3   | 0   | 2   |
| Jo Jo White        | Boston Celtics     | 16  | 3   | 7   | 0   | 0   | 1   | 1   | 6   |
| Doug Collins       | Philadelphia 76ers | 20  | 5   | 10  | 2   | 2   | 6   | 3   | 12  |
| Randy Smith        | Buffalo Braves     | 15  | 4   | 7   | 0   | 0   | 1   | 3   | 8   |
| Totale             |                    | 240 | 52  | 107 | 19  | 26  | 61  | 21  | 123 |
| All. Tom Heinsohn  | Boston Celtics     |     |     |     |     |     |     |     |     |

MIN: minuti. FGM: tiri dal campo riusciti. FGA: tiri dal campo tentati. FTM: tiri liberi riusciti. FTA: tiri liberi tentati. RIM: rimbalzi. AST: assist. PT: punti